# Listă de conducători ai Mexicului

## Primul Imperiu Mexican
| Împărat   | Împărat | Începutul Domniei | Sfârșitul Domniei | Familia Regală | Soție                                     | Soție |
| --------- | ------- | ----------------- | ----------------- | -------------- | ----------------------------------------- | ----- |
| Agustín I |         | 19 mai, 1822      | 19 martie, 1823   | Iturbide       | Ana María Josefa Ramona de Huarte y Muñiz |       |

## Președinți mexicani (1824-1864)
| Președinte                                     | Președinte | Începutul mandatului | Sfârșitul mandatului | Partid              |
| ---------------------------------------------- | ---------- | -------------------- | -------------------- | ------------------- |
| Guadalupe Victoria                             |            | 10 octombrie, 1824   | 1 aprilie, 1829      |                     |
| Vicente Guerrero                               |            | 1 aprilie, 1829      | 17 decembrie, 1829   | Popular             |
| José María Bocanegra                           |            | 18 decembrie, 1829   | 23 decembrie, 1829   | Popular             |
| Pedro Vélez, Lucas Alamán și Luis de Quintanar |            | 23 decembrie, 1829   | 31 decembrie, 1829   |                     |
| Anastasio Bustamante                           |            | 1 ianuarie, 1830     | 13 august, 1832      | Conservator         |
| Melchor Múzquiz                                |            | 14 august, 1832      | 26 decembrie, 1832   |                     |
| Manuel Gómez Pedraza                           |            | 24 decembrie, 1832   | 1 aprilie, 1833      | Partidul Moderat    |
| Valentín Gómez Farías                          |            | 1 aprilie, 1833      | 16 mai, 1833         | Liberal             |
| Antonio López de Santa Anna                    |            | 16 mai, 1833         | 3 iunie, 1833        | Conservator-Liberal |
| Valentín Gómez Farías                          |            | 3 iunie, 1833        | 18 iunie, 1833       | Liberal             |
| Antonio López de Santa Anna                    |            | 18 iunie, 1833       | 5 iulie, 1833        | Conservator-Liberal |
| Valentín Gómez Farías                          |            | 5 iulie, 1833        | 27 octombrie, 1833   | Liberal             |
| Antonio López de Santa Anna                    |            | 27 octombrie, 1833   | 15 decembrie, 1833   | Conservator-Liberal |
| Valentín Gómez Farías                          |            | 16 decembrie, 1833   | 14 aprilie, 1834     | Liberal             |
| Antonio López de Santa Anna                    |            | 24 aprilie, 1834     | 27 ianuarie, 1835    | Conservator-Liberal |
| Miguel Barragán                                |            | 28 ianuarie, 1835    | 27 februarie, 1836   | Liberal             |
| José Justo Corro                               |            | 2 martie, 1836       | 19 aprilie, 1837     |                     |
| Anastasio Bustamante                           |            | 19 aprilie, 1837     | 20 martie, 1839      | Conservator         |
| Antonio López de Santa Anna                    |            | 20 martie, 1839      | 10 iulie, 1839       | Conservator-Liberal |
| Nicolás Bravo                                  |            | 10 iulie, 1839       | 19 iulie, 1839       | Centralist          |
| Anastasio Bustamante                           |            | 19 iulie, 1839       | 22 septembrie, 1841  | Conservator         |
| Francisco Javier Echeverría                    |            | 22 septembrie, 1841  | 10 octombrie, 1841   | Conservative        |
| Antonio López de Santa Anna                    |            | 10 octombrie, 1841   | 26 octombrie, 1842   | Conservator-Liberal |
| Nicolás Bravo                                  |            | 26 octombrie, 1842   | 4 martie, 1843       | Centralist          |
| Antonio López de Santa Anna                    |            | 4 martie, 1843       | 4 octombrie, 1843    | Conservator-Liberal |
| Valentín Canalizo                              |            | 4 octombrie, 1843    | 4 iunie, 1844        | Conservator         |
| Antonio López de Santa Anna                    |            | 4 iunie, 1844        | 12 septembrie, 1844  | Conservator-Liberal |
| José Joaquín de Herrera                        |            | 12 septembrie, 1844  | 21 septembrie, 1844  |                     |
| Valentín Canalizo                              |            | 21 septembrie, 1844  | 6 decembrie, 1844    | Conservator         |
| José Joaquín de Herrera                        |            | 7 decembrie, 1844    | 30 decembrie, 1845   |                     |
| Gabriel Valencia                               |            | 30 decembrie, 1845   | 2 ianuarie, 1846     |                     |
| Mariano Paredes                                |            | 4 ianuarie, 1846     | 28 iulie, 1846       | Conservator         |
| José Mariano Salas                             |            | 5 august, 1846       | 23 decembrie, 1846   |                     |
| Valentín Gómez Farías                          |            | 24 decembrie, 1846   | 21 martie, 1847      | Liberal             |
| Antonio López de Santa Anna                    |            | 21 martie, 1847      | 2 aprilie, 1847      | Conservator-Liberal |
| Pedro María de Anaya                           |            | 2 aprilie, 1847      | 20 mai, 1847         | Liberal             |
| Antonio López de Santa Anna                    |            | 20 mai, 1847         | 15 septembrie, 1847  | Conservator-Liberal |
| Manuel de la Peña y Peña                       |            | 26 septembrie, 1847  | 13 noiembrie, 1847   |                     |
| Pedro María de Anaya                           |            | 13 noiembrie, 1847   | 8 ianuarie, 1848     | Liberal             |
| Manuel de la Peña y Peña                       |            | 8 ianuarie, 1848     | 3 iunie, 1848        |                     |
| José Joaquín de Herrera                        |            | 3 iunie, 1848        | 15 ianuarie, 1851    |                     |
| Mariano Arista                                 |            | 15 ianuarie, 1851    | 6 ianuarie, 1853     | Liberal             |
| Juan Bautista Ceballos                         |            | 6 ianuarie, 1853     | 8 februarie, 1853    | Liberal             |
| Manuel María Lombardini                        |            | 8 februarie, 1853    | 20 aprilie, 1853     | Conservator         |
| Antonio López de Santa Anna                    |            | 20 aprilie, 1853     | 9 august, 1855       | Conservator         |
| Martín Carrera                                 |            | 15 august, 1855      | 12 septembrie, 1855  | Liberal             |
| Rómulo Díaz de la Vega                         |            | 12 septembrie, 1855  | 3 octombrie, 1855    | Conservator         |
| Juan Álvarez                                   |            | 4 octombrie, 1855    | 11 decembrie, 1855   | Liberal             |
| Ignacio Comonfort                              |            | 15 septembrie, 1855  | 19 ianuarie, 1858    | Liberal             |
| Benito Juárez                                  |            | 19 ianuarie, 1858    | 15 mai, 1867         | Liberal             |

## Președinți conservatori (1857-1861)
| Președinte                                                          | Președinte | Începutul mandatului | Sfârșitul mandatului | Partid      |
| ------------------------------------------------------------------- | ---------- | -------------------- | -------------------- | ----------- |
| Félix Zuloaga                                                       |            | 21 ianuarie, 1858    | 24 decembrie, 1858   | Conservator |
| Manuel Robles Pezuela                                               |            | 24 decembrie, 1858   | 21 ianuarie, 1859    | Conservator |
| José Mariano Salas                                                  |            | 21 ianuarie, 1859    | 2 februarie, 1859    | Conservator |
| Félix Zuloaga                                                       |            | 24 ianuarie, 1859    | 1 februarie, 1859    | Conservator |
| Miguel Miramón                                                      |            | 2 februarie, 1859    | 12 august, 1860      | Conservator |
| José Ignacio Pavón Arhivat în 13 ianuarie 2007, la Wayback Machine. |            | 13 august, 1860      | 15 august, 1860      | Conservator |
| Miguel Miramón                                                      |            | 15 august, 1860      | 24 decembrie, 1860   | Conservator |
| Félix Zuloaga                                                       |            | 28 decembrie, 1860   | 28 decembrie, 1862   | Conservator |

## Consiliul de Regență celui de-al Doilea Imperiu Mexican
| Președinte                             | Președinte | Începutul mandatului | Sfârșitul mandatului | Partid      |
| -------------------------------------- | ---------- | -------------------- | -------------------- | ----------- |
| Juan Nepomuceno Almonte                |            | 11 iulie, 1863       | 10 aprilie, 1864     | Conservator |
| José Mariano Salas                     |            | 11 iulie, 1863       | 10 aprilie, 1864     | Conservator |
| Pelagio Antonio de Labastida y Dávalos |            | 19 octombrie, 1863   | 18 noiembrie, 1863   | Conservator |

## Al Doilea Imperiu Mexican (1864-1867)
| Împărat      | Împărat | Începutul Domniei | Sfârșitul Domniei | Familia Regală | Soție     | Soție |
| ------------ | ------- | ----------------- | ----------------- | -------------- | --------- | ----- |
| Maximilian I |         | 10 aprilie, 1864  | 15 mai, 1867      | Habsburg       | Charlotte |       |

## Republică (1867–1876)
| Președinte                | Președinte | Începutul mandatului | Sfârșitul mandatului | Partid  |
| ------------------------- | ---------- | -------------------- | -------------------- | ------- |
| Benito Juárez             |            | 18 decembrie 1857    | 18 iulie 1872        | Liberal |
| Sebastián Lerdo de Tejada |            | 18 iulie 1872        | 20 noiembrie 1876    | Liberal |
| José María Iglesias       |            | 26 octombrie 1876    | 28 noiembrie 1876    | Liberal |